# Anders Ångström (meteorolog)
Anders Knutsson Ångström, född 28 februari 1888 i Stockholm, död 27 oktober 1981 i Västerleds församling i Stockholm, var en svensk meteorolog. Han gjorde viktiga upptäckter beträffande strålningsbalansen i jordens atmosfär, verkade för enhetliga mätmetoder, konstruerade mätinstrument m.m. Han var son till Knut Ångström och sonson till Anders Ångström. 

## Biografi
Ångström blev filosofie kandidat 1909, filosofie licentiat 1915, filosofie doktor i Uppsala 1916, var docent i meteorologi vid Uppsala universitet 1916–1918, docent i geofysik och meteorologi vid Stockholms högskola 1919–1949, blev statsmeteorolog 1919, förste statsmeteorolog 1934, byrådirektör 1940, byråchef 1945 och var överdirektör och chef för SMHI 1949–1954. 
Ångström var sekreterare i Svenska geofysiska föreningen 1921–1936 (ordförande 1936–1938 och 1948–1950), i internationella meteorologiska strålningskommissionen 1923–1932 och dess president 1936–1946, president i internationella unionens för geodesi och geofysik strålningskommission 1930–1951, ledamot av svenska nationalkommittén för geodesi och geofysik 1935–1972 samt ett flertal internationella meteorologiska kommittéer. Han var ordförande i Svenska sällskapet för antropologi och geografi 1939–1940 och 1950–1952, ledamot av Albatrossexpeditionens vetenskapliga råd 1947–1948, Sveriges ombud vid internationella förhandlingar angående väderskeppen på Nordatlanten och dess permanenta representant i Meteorologiska världsorganisationen (WMO) 1949–1954 samt ledamot av meteorologiska och hydrologiska rådet 1949–1960.
Ångström deltog i en solarexpedition till Alger 1912, ledde en expedition till Mount Whitney i Kalifornien 1913, till Schweiz 1929 och två nattliga höjdfärder för vetenskapliga undersökningar i ballong över Tyskland 1922 och 1923. Han deltog i flera meteorologiska kongresser och var FN-expert hos isländska regeringen 1956. Han höll föreläsningar i USA 1965 och 1966 samt i Leningrad 1964.
Ångström skrev bland annat A Study of the Radiation of the Atmosphere (doktorsavhandling, 1916), Studier av Sveriges strålningsklimat (1924), Praktisk meteorologi (1926), Atmosfären (i serien "Himmel, hav och jord", 1927, 1955), Meteorologi (i "Flygtekniskt bibliotek", 1935, 1957), Sveriges klimat (1946, 1958, 1968, 1973) och On Determinations of Atmospheric Turbidity (1970). Han var redaktör för tidskriften "Jorden runt" 1931–1932 och 1933–1957, medarbetare i Nordisk familjebok, Bonniers biografiska lexikon, Norstedts uppslagsbok, Ord och Bild samt flera utländska vetenskapliga tidskrifter och handböcker. 
Ångström invaldes som ledamot av Kungliga Lantbruksakademien 1943, av Kungliga Krigsvetenskapsakademien 1946, av Kungliga Vetenskapsakademien 1948, var fellow vid Eppley Foundation for Research 1958–1974 samt ledamot och hedersledamot av flera in- och utländska vetenskapliga samfund. Han tilldelades Albatrossexpeditionens silvermedalj 1948 och Rossbypriset 1968.
Han var från 1923 gift med Anna-Greta Montelius (1904–1999), dotter till pastor Knut Johan Montelius och Maria Kylberg. De fick barnen Brit (1924–2006), Knut (född 1927), Agnes (född 1931), Leif (1932–2013) gift med skådespelaren Anita Ekström samt Oliver (född 1945).
Makarna Ångström är begravda på Norra begravningsplatsen utanför Stockholm.